# Oscar Hippel
Oscar William Hippel, född 7 oktober 1881, död 14 oktober 1947, var en svensk teolog.
Oscar Hippel blev filosofie doktor i Göteborg 1914, teologie doktor i Lund 1926, docent i kyrkorätt i Uppsala 1918, och var tillförordnad professor i praktisk teologi med kyrkorätt i Lund 1925-28. Han var lektor vid Folkskoleseminariet i Göteborg från 1925 och vid Högre latinläroverket där från 1932, samt från 1928 docent vid Göteborgs högskola. Bland Hippels skrifter märks Kyrkolagskommittén 1824-46 (1914), Kyrkomötets vetorätt (1921), samt Studier till predikans historia (2 band, 1924-26).